# Hakusan
Hakusan (jap. 白山市 Hakusan-shi) ist eine kreisfreie Stadt in der japanischen Präfektur Ishikawa. Der Name der Stadt stammt vom gleichnamigen Berg Haku-san.

## Geographie
Hakusan liegt südlich von Kanazawa am Japanischen Meer.

## Sehenswürdigkeiten

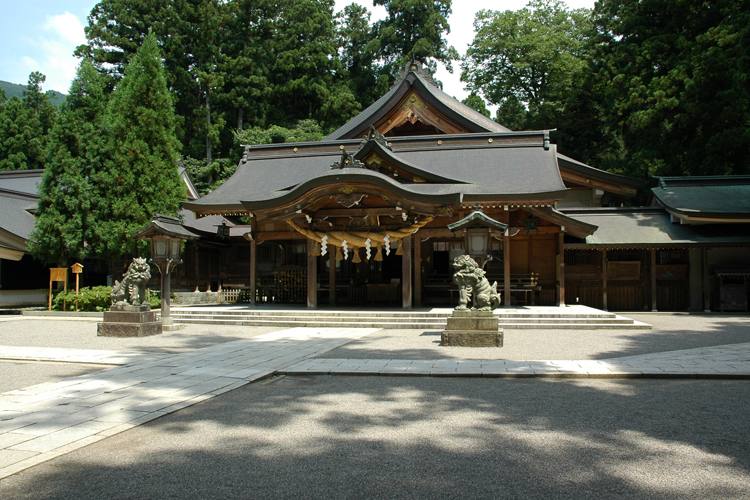
Honden des Shirayama Hime-jinja

- Shirayama Hime-jinja (Shintō-Schrein)
- der Berg Haku-san
- Hakusan-Nationalpark
- der Fluss Tedori
- Torigoe-Burgruine
- Matto Stadion: Fußballstadion des FC Hokuriku
- Tedorigawa-Yoshida-Sake-Brennerei

## Verkehr
- Zug:
  - JR Hokuriku-Hauptlinie
- Straße:
  - Hokuriku-Autobahn
  - Nationalstraße 8, nach Kyōto und Niigata
  - Nationalstraße 157, nach Kanazawa und Gifu
  - Nationalstraße 305, nach Kanazawa und Minamiechizen
  - Nationalstraße 360, nach Toyama und Komatsu

## Städtepartnerschaften
- – Fujieda, Shizuoka, Japan
- – Columbia, Missouri, USA, seit 1988
- – Penrith, New South Wales, Australien, seit 1995
- – Liyang, Jiangsu, China, seit 1995
- – Raunheim, Hessen, Deutschland, seit 1997
- – Beaugency, Département Loiret, Frankreich, seit 1999
- – Boston (Lincolnshire), Vereinigtes Königreich, seit 2002

## Weblinks

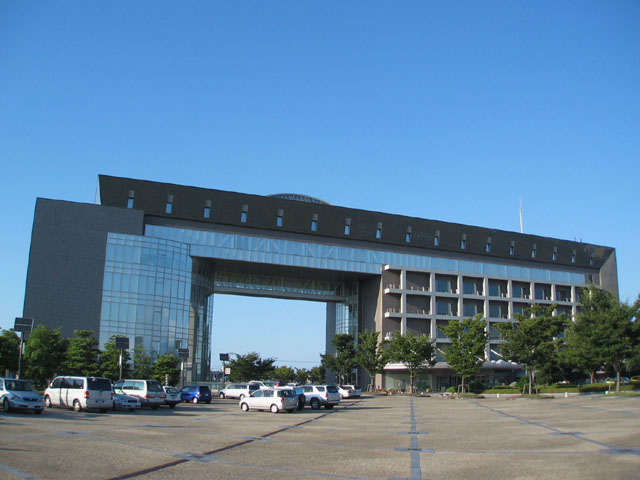
Rathaus von Hakusan

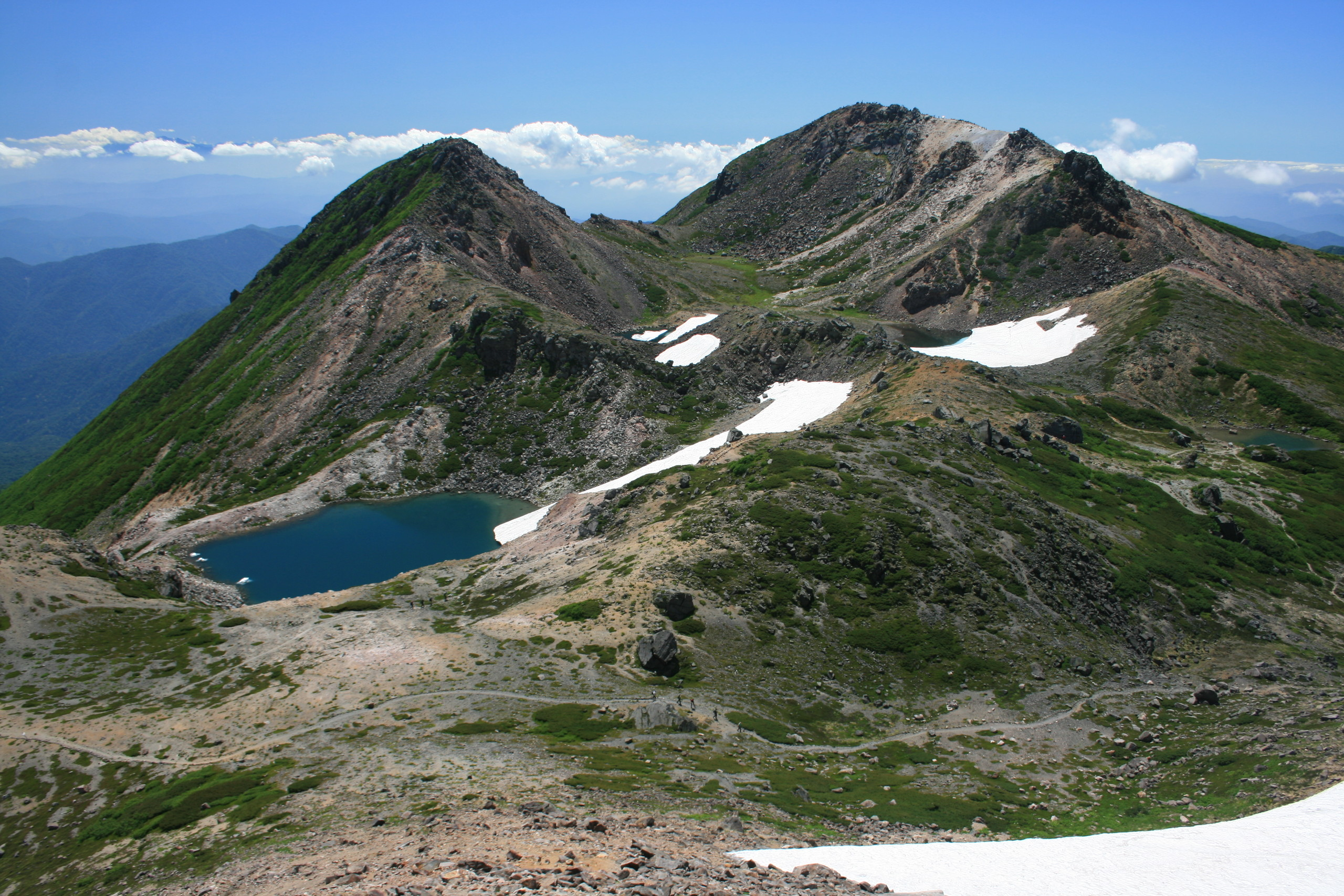
Mount Haku

## Angrenzende Städte und Gemeinden
- Präfektur Ishikawa
  - Kanazawa
  - Komatsu
  - Nomi
  - Nonoichi
  - Kawakita
- Präfektur Fukui
  - Ōno
  - Katsuyama
- Präfektur Gifu
  - Takayama
  - Shirakawa
- Präfektur Toyama
  - Nanto

## Persönlichkeiten
- Yukiko Motoya (* 1979), Schriftstellerin